# The Rose (gruppo musicale)
The Rose è un gruppo musicale sudcoreano formatosi nel 2017. È costituito dai musicisti Woosung, Dojoon, Hajoon e Jaehyeong.

## Storia del gruppo
Void (2018), primo EP del gruppo, ha esordito al 25º posto della Gaon Chart. Il secondo EP Dawn (2018) ha sancito il loro primo ingresso nella top ten sudcoreana.
Nell'ottobre 2022 viene reso disponibile il primo album in studio della band, dal titolo Heal; si tratta del loro secondo ingresso nella top 20 nazionale.  Il secondo disco Dual (2023), invece, si è fermato all'8ª posizione in Corea del Sud e all'83ª nella Billboard 200.

## Formazione
- Woosung
- Dojoon
- Hajoon
- Jaehyeong

## Discografia

### Album in studio
- 2022 – Heal
- 2023 – Dual

### EP
- 2018 – Void
- 2018 – Dawn

### Singoli
- 2017 – Sorry
- 2017 – Like We Used To
- 2019 – Red
- 2020 – Black Rose
- 2021 – Beauty and the Beast
- 2022 – Childhood
- 2023 – Back To Me/Alive
- 2024 – Lifeline

## Tournée
- 2018 – Paint It Rose Tour
- 2019 – We Rose You Live Tour
- 2022 – Heal Together World Tour
- 2023 – Dawn to Dusk Tour